# Attaque au missile balistique de Grozny
L'attaque au missile balistique de Grozny indique une vague de frappes de missiles balistiques russes contre la capitale tchétchène de Grozny le 21 octobre 1999, au début de la seconde guerre de Tchétchénie. L'attaque tue au moins 118 personnes selon les premiers bilans, pour la plupart des civils, dont au moins 137 morts immédiats selon le décompte d'HALO Trust. Des centaines de personnes sont également blessées, dont beaucoup décéderont par la suite.

## L'attaque
Les premiers rapports en provenance de la région soupçonnent l'utilisation de missiles Scud (SS-1). Les missiles hypersoniques, au nombre de dix selon les responsables tchétchènes (d'autres sources en mentionnent moins), tombent sur la ville sans alerte, les systèmes de défense aérienne tchétchènes ayant été détruits lors des précédentes frappes aériennes russes. Les explosions se produisent vers 18 h 15 dans plusieurs quartiers de la capitale, principalement dans le centre-ville, y compris sur le marché central en plein air bondé.
Deux des missiles explosent à l'extérieur de la seule maternité fonctionnelle de la ville, située près du palais présidentiel d'Aslan Maskhadov (le palais lui-même n'est pas endommagé lors de l'attaque) et près du bureau de poste principal de la ville. Un autre missile touche la mosquée du village de Kalinina, une banlieue de Grozny. Selon des sources officielles tchétchènes, environ 30 à 35 personnes meurent à l'hôpital ; un correspondant de l'AFP dénombrent 27 corps, pour la plupart des femmes et des nouveau-nés. La plupart des victimes du bureau de poste semblent être des personnes attendant les transports publics à l'extérieur du bâtiment, car plusieurs bus étaient à l'arrêt au moment de l'explosion. Dans la mosquée de Kalinina, quelque 41 personnes rassemblées pour la prière du soir auraient été tuées.
La plupart des victimes sont dénombrés dans le marché central, alors rempli de centaines de clients au moment de l'attaque. Les victimes ne se limitent pas aux Tchétchènes, mais comprennent également de nombreux Russes et autres. Une pluie d'importants d'éclats d'obus provenant des explosions d'armes à sous-munitions inonde le marché, les rues voisines et les cafés en plein air, chaque explosion affectant une vaste zone. Selon une enquête de Human Rights Watch, la première explosion touche un bâtiment à environ 46 mètres au nord-est du Bazar, à l'angle des principales rues Prospekt Svobody et Mira de la ville, et à côté d'un bus urbain pris dans la circulation. Cependant, la plupart des décès sur le marché sont dus aux deuxième et troisième explosions, s'étant produites à moins de 100 mètres l'une de l'autre dans la zone du bazar central, « près des étals de fleurs et de confiseries ». Selon Andreï Babitski, correspondant de Radio Free Europe/Radio Liberty, la zone la plus touchée est le secteur dit kolkhozien du marché, situé à proximité du bâtiment du quartier général militaire tchétchène. La journaliste de Reuters Maria Eismont dénombre au moins 90 corps sur les lieux, tandis que le correspondant local de l'AFP déclare avoir vu 17 cadavres récupérés sur le marché. Quelque temps après, un autre missile tombe à environ 200 mètres du bazar, coûtant la vie à Soupian Ependiïev, le premier journaliste tué alors qu'il couvre la seconde guerre de Tchétchénie.

## Conséquences
De nombreuses victimes des explosions sont transportées à l'hôpital central de Grozny, où les médecins opèrent les victimes sans électricité. Certains des centaines de blessés, dont une centaine dans un état critique, sont immédiatement évacués de l'autre côté de la frontière vers la république voisine d'Ingouchie dans la nuit même. D’autres sont transportés un ou deux jours plus tard, et les ambulances doivent faire face à de longs retards aux barrages routiers lorsque les troupes russes tentent de fermer la frontière. Les attaques déclenchent une panique généralisée à Grozny et une nouvelle vague de milliers de réfugiés se dirigeant vers l'Ingouchie. Plus de 177 000 réfugiés avaient déjà fui les combats. La Russie ferme alors la frontière ; l'un des convois de réfugiés en provenance de Grozny est bombardé après avoir été refoulé. Les rues de la ville seront en grande partie vides après l'attaque, les habitants n'ayant pas eu la possibilité de fuir sont terrorisés à l'idée de s'aventurer dehors. Deux semaines plus tard, les responsables séparatistes tchétchènes font état d'un bilan actualisé de plus de 280 personnes.
D'autres rapports font état de missiles tactiques utilisés sur Grozny alors que les forces terrestres russes assiégent et bombardent la ville. Par exemple, lors d'une attaque les 27 et 28 octobre, les maisons des commandants de terrain Chamil Bassaïev et Arbi Baraïev et de l'ancien président par intérim Zelimkhan Iandarbiev sont détruites, ainsi que de nombreux bâtiments civils (au moins cinq appartements, un immeuble de cinq étages et de nombreuses petites maisons) et un parking de taxis très fréquenté. Bassaïev lui-même déclare avoir créé une unité spéciale de combattants suicides pour mener des « actes de sabotage » en représailles à l'attaque du marché. Bassaïev et la formation, baptisée « bataillon de reconnaissance et de sabotage Riyadh as-Salihin des martyrs tchétchènes », assument la responsabilité d'une série d'attentats-suicides et de prises d'otages massives au cours des cinq années suivantes, culminant avec la désastreuse prise d'otages à l'école de Beslan en septembre 2004 qui fera plus de 300 victimes.